# Loma Alta, San Lucas Ojitlán
Loma Alta är en ort i Mexiko.   Den ligger i kommunen San Lucas Ojitlán och delstaten Oaxaca, i den sydöstra delen av landet, 300 km sydost om huvudstaden Mexico City. Loma Alta ligger 95 meter över havet och antalet invånare är 276.
Terrängen runt Loma Alta är platt åt sydväst, men åt nordost är den kuperad. Runt Loma Alta är det ganska glesbefolkat, med 39 invånare per kvadratkilometer. Närmaste större samhälle är San Lucas Ojitlán, 2,4 km väster om Loma Alta. Omgivningarna runt Loma Alta är en mosaik av jordbruksmark och naturlig växtlighet.